# Tiroler Graukäse

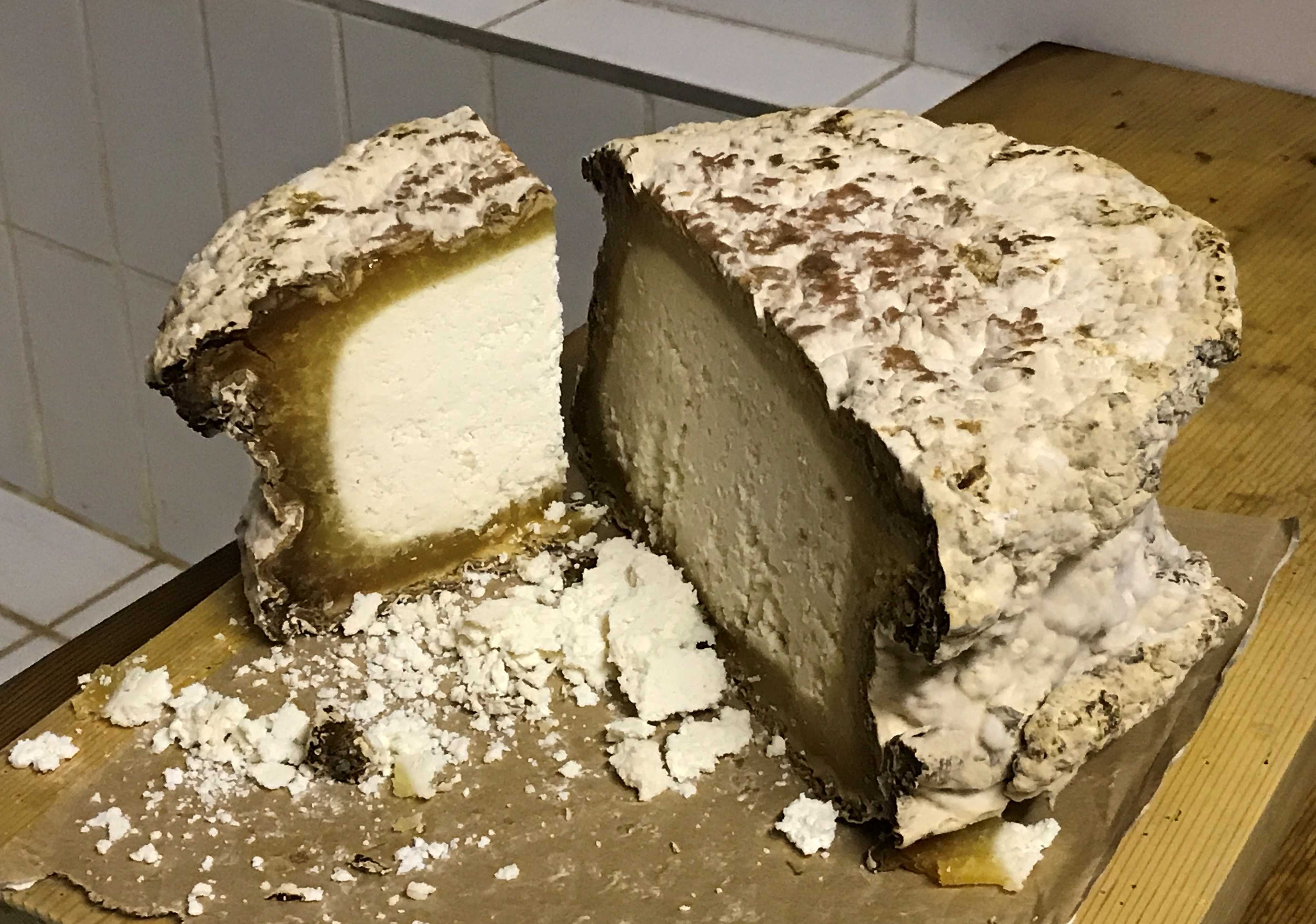
Graukäse

Tiroler Graukäse (literalmente, «queso gris del Tirol») es un queso austriaco con denominación de origen protegida a nivel europeo. Se trata de un queso hecho con leche entera de vaca procedente del Tirol Septentrional y Oriental.
Se elabora con cuajadas agrias, lavadas con mohos Penicillium durante su añejamiento, de forma que el moho gris verdoso invade el queso, desde la superficie hacia su interior, dejando a veces el centro libre. La pasta es blanda y granulosa. El gusto es muy intenso, ácido. Suele tomarse con cebollas frescas cortadas y acompañamiento de cerveza. Se comercializa en forma de barra con un peso que va desde los 250 gramos a los 3 kilos.
- Datos: Q688683
- Multimedia: Tyrolean gray cheese / Q688683